# Торжис (кратер)
Торжис (лат. Turgis) — 580-километровый ударный кратер на Япете (спутнике Сатурна). Расположен в области Кассини; координаты центра — 16°54′ с. ш. 28°24′ з. д. / 16,9° с. ш. 28,4° з. д.
Диаметр кратера составляет 39 % от диаметра Япета. Это второй по величине наименованный кратер спутника после кратера Абим и один из крупнейших ударных кратеров Солнечной системы. Назван именем одного из персонажей французского эпоса «Песнь о Роланде», сарацинского графа Торжиса из Тортелозы. Это название было утверждено Международным астрономическим союзом в 2008 году.
Дно кратера Торжис покрыто множеством меньших кратеров. Самый большой из них — Малун (Мальзарон) диаметром 121 км. Он расположен на юго-западе кратера Торжис; эти два кратера соприкасаются краями. Половину кратера Малун покрывает оползень, образованный частичным разрушением уступа 15-километровой высоты на краю кратера Торжис. На востоке кратер Торжис соприкасается краем со 107-километровым кратером Журфалей.

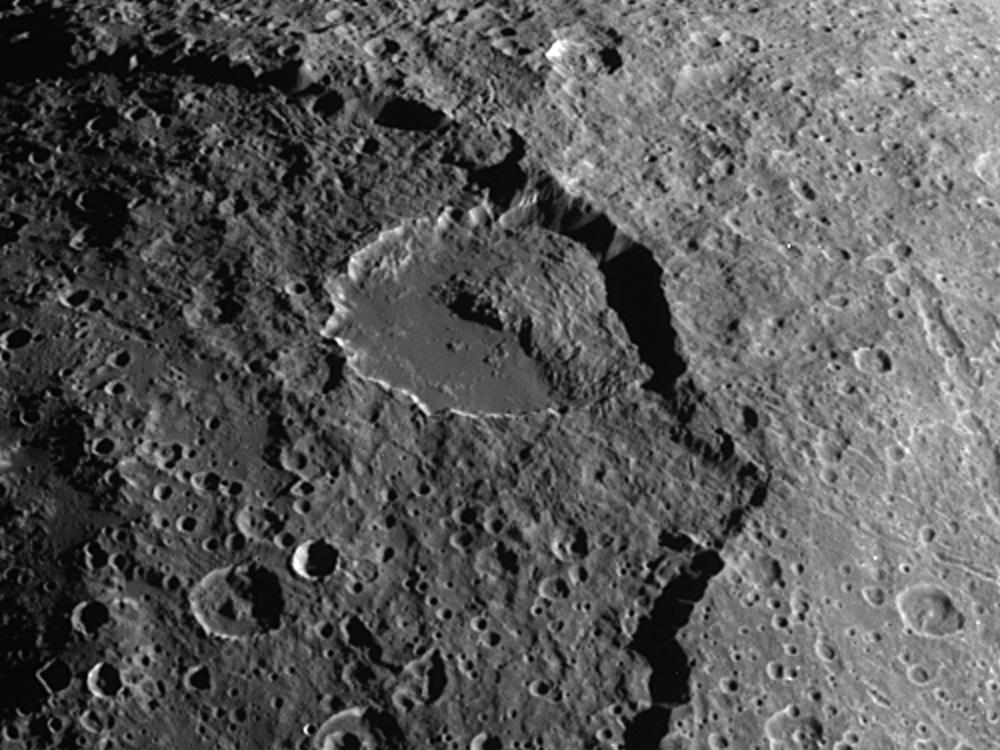
Оползень в кратере Малун. Снимок космического аппарата «Кассини-Гюйгенс», 31 декабря 2004
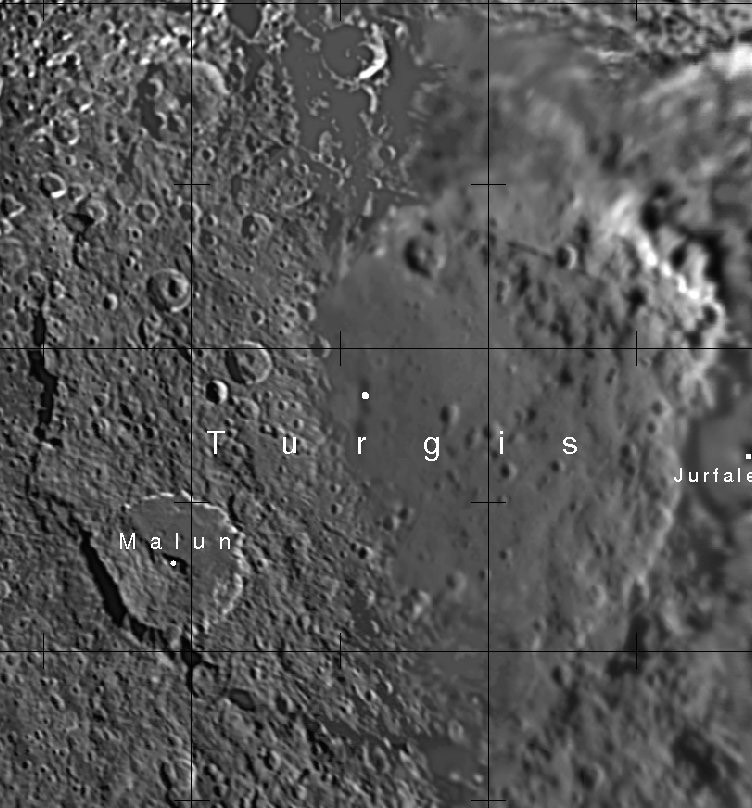
Кратер Торжис. Слева внизу (изнутри) к его краю прилегает кратер Малун, справа (снаружи) — Журфалей.